# Kobrová
Kobrová je zaniklá usedlost v Praze na Smíchově, která stála mezi ulicemi Holečkova a Plzeňská u jižního vyústění Strahovského tunelu. Je po ní pojmenovaná místní ulice Kobrova.

## Historie
Roku 1613 vlastnila vinici s pustým lisem, loukou a štěpnicí o celkové rozloze 10 strychů Anna Dessenská z Těšína, která ji prodala Anežce Kobrové z Rottenfeldu. Rodině Kobrově, po které dostala usedlost jméno, patřila vinice se štěpnicí až do roku 1679. V polovině 19. století měl pozemky s obytnou a hospodářskou budovou v majetku Baptist Riedl, majitel sousední Králodvorské.
Roku 1872 koupily Kobrovou sestry Srdce Pána Ježíše a spojily ji s Králodvorskou. Kobrová byla později rozdělena, ke konci 19. století její část patřila Adamu Stoškovi. Po roce 1906 byla rozparcelována a zastavěna.
Na části jejích pozemků byly postaveny již zaniklé Tiskařské závody Václava Neuberta.